# Dolor en las espinillas
El dolor en las espinillas es un término general usado para referirse a una condición dolorosa en la parte anterior de la pierna. Cualquier dolor entre la rodilla y el tobillo que no sea en la pantorrilla.

## Causa
El motivo más común suele ser un golpe producido en la espinilla (por ejemplo un puntapié). La espinilla es muy sensible por tener muchos nervios; esto hace que el dolor producido por un golpe en la espinilla es mucho mayor que el dolor producido por un golpe en cualquier otra parte de la pierna.
Por lo general, un músculo abusado, ya sea por una lesión aguda o mialgia diferida (inglés: delayed-onset muscle soreness, dolor muscular de aparición tardía). Este dolor muscular es causado por cualquier actividad que incluya carrera o salto. Un individuo no acostumbrado a correr puede experimentar dolor en los músculos de la espinilla al día siguiente de una carrera intensa. 
Los dolores en las espinillas también pueden deberse a la inflamación del tejido conectivo, por ejemplo el periostio (periostitis), fractura u otros problemas como osteosarcoma. El dolor en la parte inferior de la pierna también puede derivarse de otra parte del cuerpo, como por ejemplo la presión sobre el nervio ciático cerca de la articulación de la cadera. Si se sospecha de un problema de huesos, se puede necesitar imágenes de los mismos para confirmar el diagnóstico.

## El mecanismo de las lesiones musculares de las espinillas
El papel de los músculos de la canilla es el de ejecutar la dorsiflexión (bajar el talón y subir la punta del pie). Puede no parecer muy obvia la razón por la cual un músculo que usamos para levantar la punta del pie se lesione al correr, debido a que no se usa para la propulsión. La razón es que los corredores inexpertos hacen zancadas muy largas, golpeando fuertemente los talones en cada paso. Al ocurrir esto, el pie golpea el suelo de manera parecida al golpe de un látigo, debido a que el mismo se encuentra en dorsiflexión en el momento anterior al contacto con el suelo. Al pegar el suelo, el pie se extiende forzadamente causando un estirón de los músculos afectados, que a su vez reaccionan en un acto reflejo contrayéndose de nuevo. Esta es una contracción excéntrica que deja los músculos doloridos y puede causar lesiones musculares, de los tendones y del tejido conectivo.
De igual manera, la pronación del pie durante la zancada también puede causar dolor en los músculos que se oponen a la misma, en la parte interna de la espinilla. La pronación es el giro hacia adentro de los pies, que ocurre durante la zancada. La magnitud de la pronación varía de individuo a individuo. Se determina por medio de factores como la altura del arco. Un arco de mayor altura determina un mayor despeje (espacio) que otro de menor altura. También la flexibilidad del arco.
Otra causa que contribuye a estos dolores es la relativa debilidad de los músculos de la espinilla con respecto a los de la pantorrilla. En este caso, pueden ayudar algunos ejercicios que fortalecen los músculos de la espinilla. El dolor se atribuye entonces a los músculos de la pantorrilla, que “superan” a los de la espinilla causando la extensión forzada de los mismos y el correspondiente acto reflejo.

## Tratamiento y remedio

### Inmediato
El tratamiento inmediato para el dolor de espinilla es el reposo. Se debe evitar la carrera y cualquier otra actividad desgastante de los miembros inferiores, hasta que remita el dolor y no sea nuevamente causado por la actividad. Además del reposo, los médicos pueden recomendar tratamientos que reduzcan la inflamación como la aplicación de frío y antiinflamatorios no esteróideos.

### Entrenamiento
Como otros, los músculos de la espinilla se pueden entrenar para adquirir mayor flexibilidad estática y dinámica por medio de la adaptación, que disminuye el reflejo de contracción y permite que éstos toleren el estirón. La clave es el estiramiento regular. Sin embargo, el estiramiento estático sólo no es suficiente. Para adaptar los músculos a las contracciones excéntricas rápidas, se debe practicar la flexibilidad dinámica de los músculos de la espinilla. Una forma de hacerlo es someterlos a un estrés superior al normal de manera controlada. Si los músculos se someten regularmente a una contracción excéntrica dinámica mayor, se adaptarán mejor a la contracción dinámica necesaria durante el ejercicio normal y tolerarán mejor el estrés normal. Los corredores de larga distancia expertos practican carreras de descenso como parte del entrenamiento, lo que somete a las espinillas y los cuádriceps a grandes cargas excéntricas. Se debe consultar con un entrenador profesional y con un médico deportivo antes de someterse a estos entrenamientos.

## Estilo
El remedio a largo plazo para el dolor de espinillas es mejorar el estilo para eliminar la zancada excesivamente larga y el golpe en los talones.
Los mejores corredores no golpean los talones. En las carreras de velocidad y en las de media distancia se pisa sobre las puntas de las plantas de los pies (“media punta”). En las de larga distancia, la pisada debe ser plana, si bien algunos corredores de elite conservan la costumbre de la media punta adquirida de los años en las pistas.
La corrección de la pisada comienza con la postura. La postura “jorobada” e inclinada hacia delante nos lleva a pisar con el talón. En cambio, una postura recta, sacando el pecho nos lleva a pisar correctamente. En ambas posturas el centro de gravedad está directamente sobre el pie (la física lo exige, si no nos caeríamos), pero al arquear la espalda hacia atrás (“sacar pecho”), el centro de gravedad retrocede de manera que las piernas deben inclinarse hacia delante para compensarlo, colocando el peso sobre la punta de los pies. La postura jorobada sacando el abdomen tiene el efecto contrario, Las piernas se inclinan hacia atrás, poniendo el peso sobre los talones.
Durante la carrera, el centro de gravedad cambia dinámicamente, debido a que la mayor parte del tiempo una de las piernas se halla extendida hacia atrás (la pierna impulsora), el torso se inclina hacia delante para compensarla. Esta inclinación hacia delante es similar a la que sucede cuando al estar parado se levanta una pierna extendiéndola hacia atrás. Los corredores inexpertos observan esta inclinación y tratan de imitarla doblando la cintura y metiendo el pecho. Al inclinarse hacia delante, el torso y la pierna extendida deben formar una línea recta, o incluso doblarse ligeramente hacia atrás.

## Calzado
El estrés de los músculos de las espinillas también puede aliviarse un poco eligiendo el calzado adecuado y la elección de la superficie sobre la cual entrenamos. Los corredores que golpean los talones deben buscar calzados con buena amortiguación en la zona posterior de los pies. Tales zapatos suelen denominarse con las palabras “stability” o “motion control” (estabilidad y limitación de movimiento). Los zapatos neutros, para los corredores de biomecánica eficaz, pueden no tener suficiente apoyo en los talones, debido a que no lo necesitan. Reemplace su calzado al disminuir su amortiguación. El intervalo de uso de un calzado suele ser de 800 kilómetros. La pronación excesiva se puede corregir usando una plantilla. Los zapatos de carrera que tienen un bulto debajo del arco se llaman “motion control” porque limitan el movimiento de pronación. Los zapatos amortiguados pueden ayudar a prevenir problemas posteriores. Si no se dispone de ellos se puede recurrir a la colocación de 2 calcetines en cada pie para aumentar la amortiguación.
- Datos: Q1810757
- Multimedia: Shin splints / Q1810757